# 제7회 부산국제영화제
제7회 부산국제영화제는 2002년 11월 14일부터 2002년 11월 23일까지 열린 영화제이다. 부산 해운대, 남포동에서 개최되었으며 사회자는 안성기, 방은진, 문성근, 배유정이다.

## 수상

### 뉴 커런츠상
- 질투는 나의 힘 - 박찬옥 수상

### 선재상
- 호흡법, 제2장 - 이형석 수상

### 운파상
- 철로위의 사람들 - 이지영 수상
- 영매-산자와 죽은자의 화해 - 박세호 수상

### 넷팩상 (아시아영화진흥기구상)
- 로드 무비 - 김인식 수상

### 국제영화평론가 협회상
- 죽어도 좋아! - 박진표 수상

### PSB 영화상
- 죽어도 좋아! - 박진표 수상